# Raduč (Lovinac)
Raduč falu Horvátországban Lika-Zengg megyében. Közigazgatásilag Lovinachoz tartozik.

## Fekvése
Gospićtól légvonalban 23 km-re, közúton 25 km-re délkeletre, községközpontjától légvonalban 9 km-re, közúton 12 km-re nyugatra a Likai karsztmező délkeleti részén, a Velebit-hegység lábánál, a Gospićot Gračaccal összekötő főút mentén fekszik.

## Története
Raduč egyike a legrégibb likai településeknek, amely már a 14. században feltűnik a korabeli forrásokban Radičevo néven. A török hódítás előtt területe a Mogorovićok, majd valamivel később a Kurjakovićok birtoka volt akik az egyre fenyegetőbb török betörések hatására elhagyták itteni birtokaikat és biztonságosabb vidékre költöztek. 1527-ben kihasználva a mohácsi csata utáni zűrzavart és a horvát nemesség megosztottságát a törökök teljesen megszállták Lika területét. A török az elmenekült horvát lakosság helyére új telepeseket, muszlimokat, pravoszláv hitű vlachokat és szerbeket telepített be, akik ennek fejében kiváltságokat kaptak. A betelepítés Ferhád pasa idejében 1575 és 1577 között történt. 1689-ben Marko Mesić pap felkelést robbantott ki és a felkelők egy hónap leforgása alatt felszabadították Lika és Korbávia területét a török uralom alól. A betelepítés második hulláma 1690 és 1692 között történt a Gacka völgyéből és a Zrmanja folyó vidékéről érkezett pravoszláv szerbekkel. Az ezt követő első összeírás szerint 1700-ban a raduči parókia területén összesen 120 ház állt két parókussal. Pravoszláv templomát 1725-ben építették. 1857-ben 1310, 1910-ben 1081 lakosa volt. A trianoni békeszerződés előtt Lika-Korbava vármegye Gračaci járásához tartozott. Ezt követően előbb a Szerb-Horvát-Szlovén Királyság, majd Jugoszlávia része lett. A jobb megélhetés miatt többen jártak dolgozni Szerbiába, illetve vándoroltak ki Franciaországba, Amerikába és más országokba. A második világháború időszaka hasonlóan a többi a Független Horvát Állam területén élő szerbekhez az usztasa terror időszaka volt. 1941. június 11-én 12 rasoji szerb nemzetiségű férfit öltek meg a falu határában. A partizánegységekből ebben az időben formálódott a nemzeti felszabadító hadsereg. 1941 decemberében a szomszédos Kiken gyűlést tartottak, melynek vezetője a bužimi születésű magas rangú partizánvezér Jakov Blažević volt. Megalakították a nemzeti felszabadító bizottságot és meghirdették a felkelést a nácibarát független horvát állam ellen. Később ilyen bizottságok alakultak több horvát faluban is, melyekhez sokan csatlakoztak. 1944-ben az usztasák visszavonulása után elfoglalták a partizánok, ezzel a térségben véget értek a harcok. 1991-ben lakosságának 89 százaléka szerb nemzetiségű volt, akik még ebben az évben a Krajinai Szerb Köztársasághoz csatlakoztak. A horvát hadsereg 1995. augusztus 6-án foglalta vissza a települést, melynek szerb lakossága elmenekült. A falunak 2011-ben mindössze 12 lakosa volt.

## Lakosság
| Lakosság változása | Lakosság változása | Lakosság változása | Lakosság változása | Lakosság változása | Lakosság változása | Lakosság változása | Lakosság változása | Lakosság változása | Lakosság változása | Lakosság változása | Lakosság változása | Lakosság változása | Lakosság változása | Lakosság változása | Lakosság változása |
| ------------------ | ------------------ | ------------------ | ------------------ | ------------------ | ------------------ | ------------------ | ------------------ | ------------------ | ------------------ | ------------------ | ------------------ | ------------------ | ------------------ | ------------------ | ------------------ |
| 1857               | 1869               | 1880               | 1890               | 1900               | 1910               | 1921               | 1931               | 1948               | 1953               | 1961               | 1971               | 1981               | 1991               | 2001               | 2011               |
| 1.310              | 850                | 875                | 1.015              | 1.110              | 1.081              | 945                | 909                | 729                | 704                | 724                | 523                | 407                | 336                | 11                 | 12                 |

## Nevezetességei
- Szent Illés próféta tiszteletére szentelt szerb pravoszláv temploma 1725-ben épült. Templom többször is súlyos károkat szenvedett. A II. világháború elején az olaszok aknagránáttal találták el. 1949-ben a kommunisták aknázták alá. Első megújítása 1974-ben kezdődött és 1988-ban fejeződött be. 1995. augusztusában a „Vihar” hadművelet során tetőzete leégett és hosszú ideig ki volt téve az időjárás viszontagságainak. Később harangjait is elvitték. Felújítási munkálatai jelenleg is tartanak.

- Raduč várának maradványai.